# Josef Naus

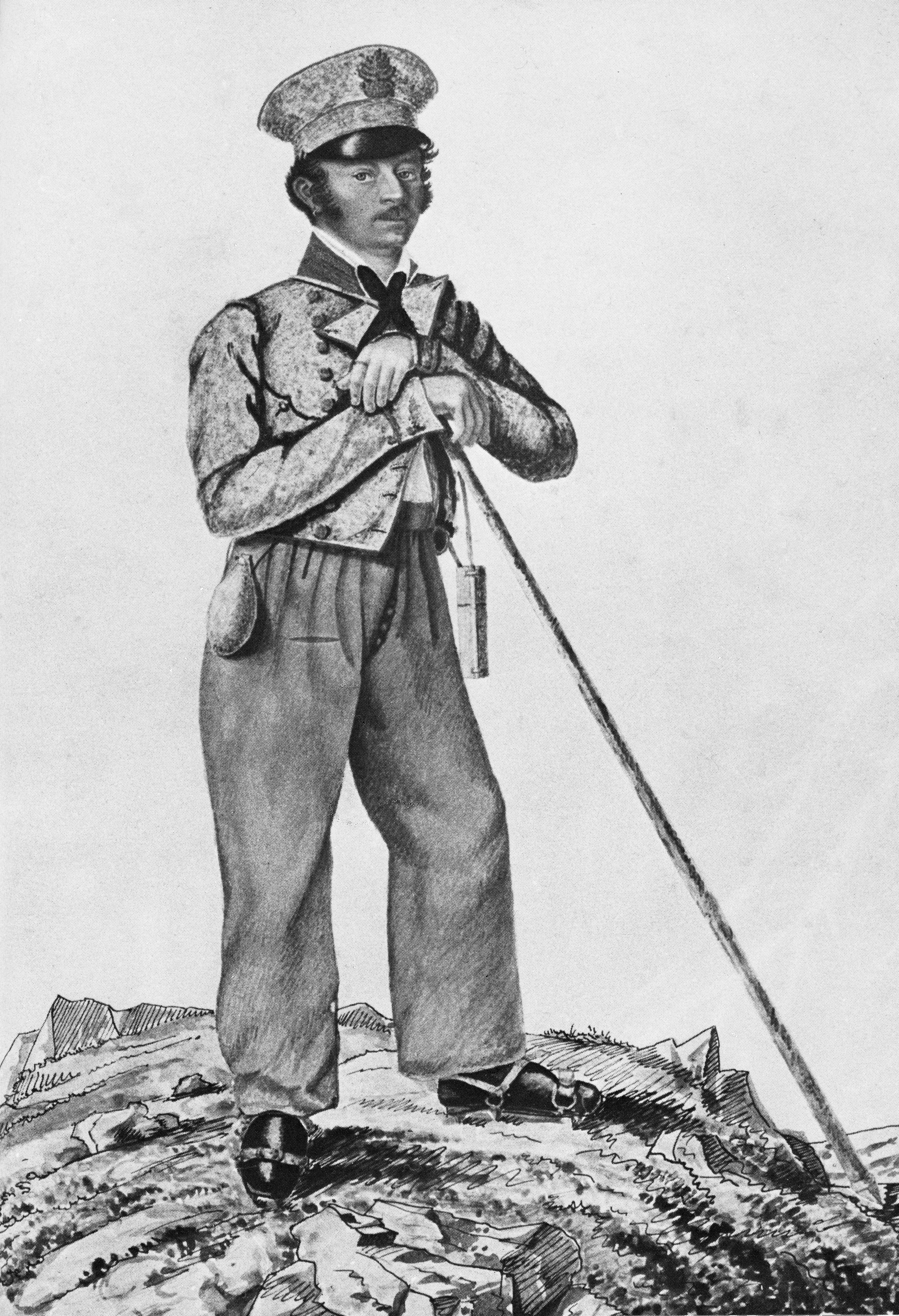
Josef Naus 1824 (Zeichnung: H. v. Aggenstein)

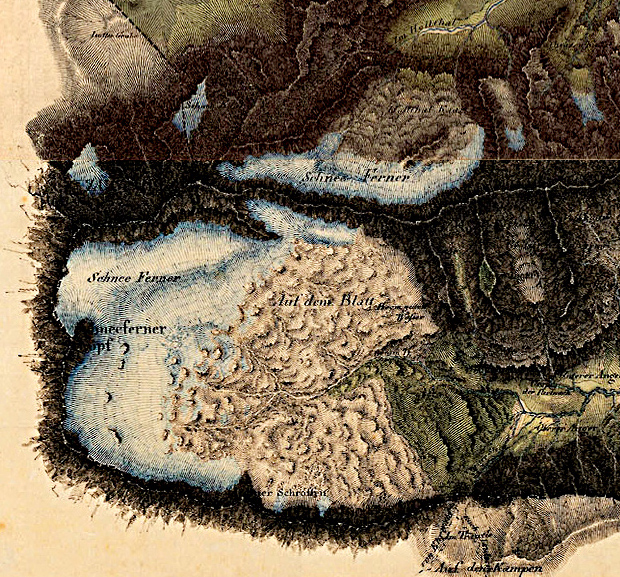
Topografische Karte der Zugspitze von 1826 (Ausschnitt)

Josef Naus, auch Karl Nauß oder Joseph Nauß, (* 29. August 1793 in Lechaschau/Tirol, nach anderen Angaben in Reutte; † 6. April 1871 in München) war ein bayerischer Offizier (zuletzt im Rang eines Generalmajors) und Vermessungsingenieur. Am 27. August 1820 gelang ihm die Erstbesteigung von Deutschlands höchstem Berg, der Zugspitze.

## Leben und Laufbahn
Naus war der Sohn eines Richters und stammte aus einer Familie, die wohl im 17. Jahrhundert aus Belgien oder den Niederlanden nach Tirol eingewandert war. Als junger Mann studierte Naus Vermessungstechnik. 1813 trat er in die bayerische Armee ein. Als Unterleutnant nahm er an den Befreiungskriegen 1814/15 teil.
Mit einer Gruppe von Offizieren und Gemeinen hatte er 1820 den Auftrag, die Werdenfels-Karte für den Topographischen Atlas von Bayern zu erstellen. Am 27. August 1820 gelang dabei Naus, seinem Gehilfen Maier und dem Bergführer Johann Georg Tauschl die erste nachgewiesene Besteigung der Zugspitze.
Im September 2006 vertrat der Deutsche Alpenverein (DAV) die Auffassung, dass eine Erstbesteigung der Zugspitze bereits vor der Mitte des 18. Jahrhunderts gelungen sein könnte. Grundlage dieser Spekulationen war die Wiederentdeckung einer historischen Karte aus dem 18. Jahrhundert, die die Zugspitzregion abbildet. Darauf befinden sich Wege bis in die Gipfelregionen, jedoch nicht eindeutig auf den Zugspitzgipfel. Eine Zeitentabelle mit relativ realistischen Angaben für die Wegstrecke zum Gipfel verstärkt die Mutmaßungen. Eine Besteigung durch Jäger oder Schmuggler weist die Karte jedoch nicht nach.
1824 wurde Naus Oberleutnant. 1851 wurde Naus zum Generalmajor befördert und als Kommandant der Bundesfestung nach Ulm geschickt. 1857 ging er zwar in den Ruhestand, doch wurde er 1866 reaktiviert und zum Generalquartiermeister und Leiter des Vermessungsamtes ernannt.
Josef Naus war Vater zweier Töchter und starb im Alter von 77 Jahren in München.

## Verfilmung
2006 entstand für das Bayerische Fernsehen die Verfilmung Gipfelsturm, die die offizielle Erstbesteigung der Zugspitze durch Josef Naus behandelt (Erstausstrahlung am 8. April 2007). In dem Heimatdrama hat er nicht nur mit den Widrigkeiten der Natur, sondern auch mit der abergläubischen Bevölkerung zu kämpfen. Josef Naus wird darin von Johannes Zirner verkörpert. Für Drehbuch und Regie zeichnete Bernd Fischerauer verantwortlich.

## Werke
- 1826 und 1840?, Topographischer Atlas vom Königreiche Baiern diesseits des Rhein / [96]: Sonthofen MDZ
- 1826 und 1840?, Topographischer Atlas vom Königreiche Baiern diesseits des Rhein / [98]: Scharfreiter MDZ
- 1830, Topographischer Atlas vom Königreiche Baiern diesseits des Rhein / [90]: Murnau MDZ
- 1830–1840?, Topographischer Atlas vom Königreiche Baiern diesseits des Rhein / [92]: Auerburg MDZ
- 1830–1840?, Topographischer Atlas vom Königreiche Baiern diesseits des Rhein / [93]: Reichenhall MDZ
- 1831, Topographischer Atlas vom Königreiche Baiern diesseits des Rhein / [60]: Dillingen MDZ
- 1835?, Topographischer Atlas vom Königreiche Baiern diesseits des Rhein / [97]: Mittenwald MDZ
- 1846?, Topographischer Atlas vom Königreiche Baiern diesseits des Rhein / [28]: Forchheim MDZ